# Кузнецов, Артём Александрович
Артём Александрович Кузнецов (род. 14 ноября 1987) — российский конькобежец, член олимпийской сборной команды России по конькобежному спорту на Олимпиаде в Сочи. Победитель и бронзовый призёр на дистанции 500 метров этапа Кубка мира 2013 в Астане (Казахстан). Участник Чемпионата мира на отдельных дистанциях 2013 и Чемпионата мира в спринтерском многоборье 2013. Двукратный серебряный призёр чемпионата России (2х500 метров), бронзовый призёр чемпионата России в спринтерском многоборье (2012). Мастер спорта Международного класса по конькобежному спорту.
Специализируется на спринтерских дистанциях.
Выступает за клубы СК «Северсталь» (Череповец), «Динамо», за регионы Санкт-Петербург, Череповец (Вологодская область).
Тренер: Руфина Шаршаринова (первый тренер, с 1998 г.), Александр Калинин (с 2008 г.), Вера Быкова (с 2011 г.).

## Дисквалификация
22 декабря 2017 года решением Международного олимпийского комитета за нарушение антидопинговых правил аннулированы результаты полученные на  Олимпийских игр 2014 года в Сочи и пожизненно отстранен от участия в Олимпийских играх.
1 февраля 2018 был полностью оправдан .

## Образование
Череповецкий государственный университет (Череповец).

## Результаты
| Год  | ЧM спринт | ЧM на отдельных дистанциях | Олимпиады | Кубок мира           |
| ---- | --------- | -------------------------- | --------- | -------------------- |
| 2012 | 12e       | 16e 500 м                  |           | 34e 500 м            |
| 2013 |           |                            |           | 35e 500 м 39e 1000 м |
| 2014 |           |                            | 19e 500 м | 5e 500 м 0p 1000 м   |
| 2015 |           |                            |           | 22e 500 м            |
| 2016 |           |                            |           | 19e 500 м            |